# José de Jesús Santana García
José de Jesús Santana García (México, D. F., 16 de abril de 1963) es un político mexicano militante del Partido Acción Nacional. Fue senador de la república en la LXIII legislatura del Congreso de la Unión del 4 de febrero de 2016 al 31 de agosto de 2018 como suplente de Martín Orozco Sandoval.

## Primeros años
José de Jesús Santana García nació el 16 de abril de 1963 en la delegación Cuauhtémoc del Distrito Federal de México. Estudió la licenciatura en derecho en la Universidad Nacional Autónoma de México, la especialidad en análisis político en la Universidad Autónoma de Aguascalientes y la especialidad en derecho civil en la Universidad Panamericana.

## Trayectoria política
Es militante del Partido Acción Nacional y presidente interino del partido en el estado de Aguascalientes en 2004. De 2004 a 2007 fue secretario general del partido en el estado y de 2004 a 2016 fue consejero estatal del PAN. Fue diputado del Congreso del Estado de Aguascalientes en la LIX legislatura del 15 de noviembre de 2004 al 14 de noviembre de 2007 en representación del distrito I. Fue presidente de la mesa directiva del congreso en el primer periodo ordinario de sesiones del tercer año de ejercicio. Fue presidente de la comisión de gobernación y puntos constitucionales, y secretario de la comisión de derechos humanos. De 2014 a 2016 fue síndico del municipio de Aguascalientes durante la presidencia municipal de Juan Antonio Martín del Campo.
En las elecciones federales de 2012 fue elegido como senador suplente de Martín Orozco Sandoval, senador de Aguascalientes de primera fórmula. Santana García ocupó el escaño de senador desde el 4 de febrero de 2016, después que Orozco Sandoval dejara el congreso para postularse como gobernador de Aguascalientes. Dentro del senado, Santana García fue presidente de la comisión de reglamento y prácticas parlamentarias, secretario de la comisión de relaciones exteriores con organismos no gubernamentales y de la comisión especial para el diagnóstico y reflexión sobre el texto que conforma la Constitución Política de los Estados Unidos Mexicanos.
El 14 de septiembre de 2018 fue nombrado coordinador general del gabinete del gobernador de Aguascalientes, Martín Orozco Sandoval.